# Theodahad
Theodahad (480, Tauresium, Panonie – prosinec 536, Via Flaminia  nedaleko Říma, Ostrogótská říše) byl v letech 534–536 ostrogótský král z amalské dynastie a syn Theodorichovy sestry Amalafridy.
Při osídlování a dobývání nových území dorazil s Theodorichem na území dnešní Itálie. V roce 526 Theodorich zemřel a jeho následníkem se stal jeho vnuk Athalarich. Ten však byl nezletilý a proto se jeho regentem stala jeho matka, Theodorichova dcera Amalaswintha. Athalarich časem propadl alkoholu a zemřel 2. října 534. Jeho matka poté zcela převzala vládu a aby upevnila svou pozici, jmenovala svého synovce Theodahada svým spoluvládcem a králem Ostrogótské říše. Brzy došlo ve spoluvládě k neshodám. Amalaswintha se stavěla proti nacionalistické frakci Ostrogótů a snažila se udržovat přátelské vztahy s byzantským císařem Justiniánem I. Proto ji Theodahad nechal uvěznit na ostrově Martana na Bolsenském jezeře v dnešním Toskánsku. Zde byla při koupeli 30. dubna 534 nebo 535 s Theodahadovým přičiněním uškrcena nájemnými vrahy.
Justinián I. pod rouškou potrestání vraždy královny vyslal svého generála Belisara proti znepřátelené frakci Ostrogótů. Ten s vojskem převzal moc na Sicílii, v Neapoli a koncem roku 536 pochodoval na Řím. Theodahad byl sesazen ostrogótskou armádou, která se shromáždila v Pontinských močálech. Odtud Theodahad utekl směrem na Ravennu, ale byl Ostrogóty dostižen na Via Flaminia nedaleko Říma, kde byl na počátku prosince roku 536 zabit. Na jeho místo byl dosazen Witiges.
Theodahad měl alespoň dvě děti s ženou jménem Gudeliva, Theodegiscluse a Theodenantha.